# 新高德站

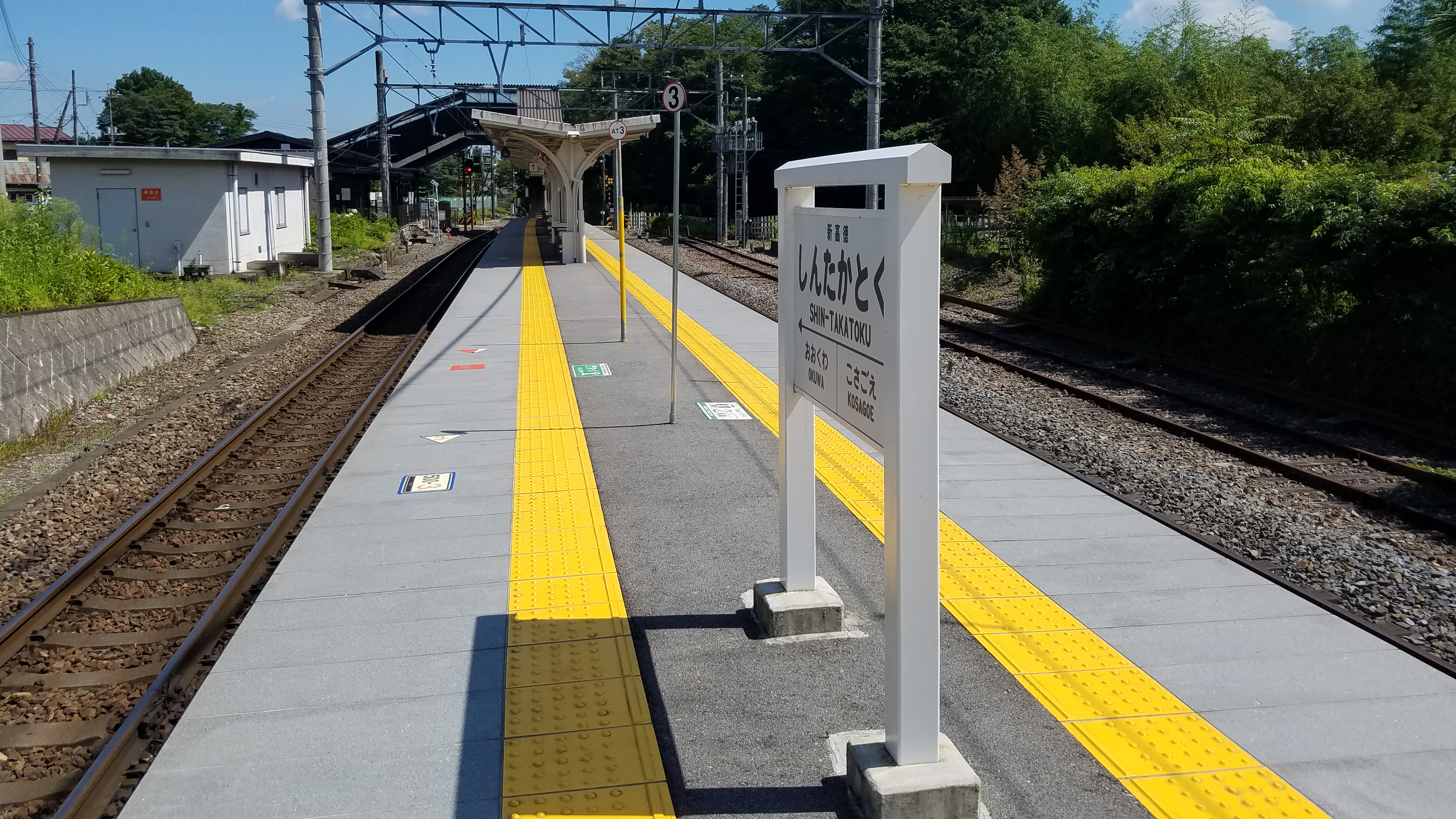
從小佐越方向所見的月台全景（2021年8月）

新高德站（日语：／ Shin-Takatoku eki */?）是一個位於日本栃木縣日光市高德，屬於東武鐵道鬼怒川線的鐵路車站。車站編號為TN 53。

## 歷史
- 1917年（大正6年）11月1日 - 下野軌道高德站開業。
- 1924年（大正13年）3月1日 - 下野電氣鐵道矢板線開通，本站成為轉乘站。
- 1929年（昭和4年）10月22日 - 更名為新高德站。下今市站 - 本站區間與矢板線更改軌距為1067mm。
- 1930年（昭和5年）5月9日 - 本站 - 新藤原站區間更改軌距為1067mm。
- 1943年（昭和18年）5月1日 - 東武鐵道收購下野電氣鐵道。成為東武鐵道車站。
- 1959年（昭和34年）6月30日 - 矢板線廢止。
- 2001年（平成13年）3月28日 - 改點，特急「鬼怒」全列車停車。
- 2017年（平成29年）4月21日 - 改點，特急「Revaty鬼怒」「Revaty會津」增停本站。「鬼怒」取消停靠。
- 2017年（平成29年）10月27日 - 月台與頂棚指定為國家登錄有形文化財（建造物）。
- 2020年（令和2年）6月6日 - 「鬼怒」142號增停本站[1]。

## 車站結構
島式月台1面2線的地面車站。上下行列車可進行列車交會。
月台有效長度可停靠六輛編組，現行班表的特急有「鬼怒（僅142號）」、「「Revaty鬼怒」「Revaty會津」」停靠本站（2017年4月21日改點取消鬼怒全列車的停靠，但2020年6月6日的改點增停142號。）。
站房在線路東側，有天橋通往月台。
月台與頂棚是下野電氣鐵道時代的1929年（昭和4年）改軌時所建，是鬼怒川線近代化所保存下來的建築物。現以「東武鐵道新高德站月台及頂棚」指定為國家登錄有形文化財（建造物）。

### 月台配置
| 月台 | 路線     | 方向 | 目的地                                                            |
| ---- | -------- | ---- | ----------------------------------------------------------------- |
| 1    | 鬼怒川線 | 上行 | 下今市、 東武晴空塔線 春日部、北千住、 東京晴空塔、淺草方向       |
| 2    | 鬼怒川線 | 下行 | 鬼怒川溫泉、■野岩鐵道線 會津高原尾瀨口、 ■會津鐵道線 會津田島方向 |

## 使用人數
2017年度的1日平均上下車人次為336人。

## 車站周邊
- 藤原高德郵便局
- 獨協醫科大學日光醫療中心（日语：獨協医科大学日光医療センター）
- 鬼怒川
- 日光竹久夢二美術館
- 鬼怒川鄉村俱樂部
- 國道121號（日语：国道121号）
- 籠岩溫泉（日语：篭岩温泉）

## 路線巴士
| 乘車處      | 系統         | 主要行經地                         | 目的地       | 運行業者 | 備註 |
| ----------- | ------------ | ---------------------------------- | ------------ | -------- | ---- |
| 站前        |              | 船生、玉生                         | 矢板站       | 鹽谷交通 |      |
| 國道121號旁 | 鬼怒川線     | 獨協醫科大學日光醫療中心、小佐越站 | 鬼怒川溫泉站 | 日光交通 |      |
| 國道121號旁 | 日光江戶村線 | 獨協醫科大學日光醫療中心、小佐越站 | 鬼怒川溫泉站 | 日光交通 |      |
| 國道121號旁 | 鬼怒川線     | 大桑站入口、大谷向站前、JR今市站   | 下今市站     | 日光交通 |      |
| 國道121號旁 | 日光江戶村線 | 猴子學校                           | 日光江戶村   | 日光交通 |      |

- 日光交通的乘車處在站前步行2分的國道121號旁。

## 相鄰車站
東武鐵道
 鬼怒川線
- ■特急「自由鬼怒」「自由會津」停靠站

□快速「會津山特快」、■區間急行、■普通
大桑（TN 52）－新高德（TN 53）－小佐越（TN 54）

### 曾經存在的路線
東武鐵道
矢板線
新高德－西船生

## 外部連結
- 新高德（車站資訊） - 東武鐵道